# Träsksjön, Solna

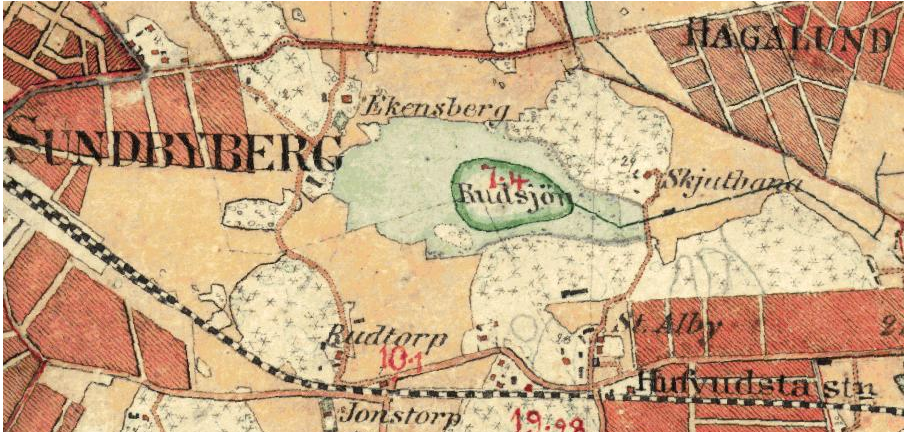
Häradskartan 1901–1906 med Träsksjön och omgivande områden.

Träsksjön i Solna var en sjö som låg i Alby, som idag är en del av Sundbyberg. Man kan se sjön på kartor daterade ända bak till 1700-talet och ligger på den plats där Skytteholm ligger nu. Under 1950-talet torrlades denna sjö. En del av området har varit avstjälpningsplats.
Sjön kallades först för Ekhagssjön då den låg söder om Ekhagen, som på 1800-talet och ännu idag kallas för Ekensberg. Sedan fick sjön namnet Träsksjön, som senare på slutet av 1800-talet byttes till Rudsjön, vilket den kallades ända fram tills sjön försvann runt efterkrigstiden.